# جون دوغرتي (سياسي)
جون دوغرتي هو محامي وسياسي أمريكي، ولد في 25 فبراير 1857 في إياتان في الولايات المتحدة، وتوفي في 1 أغسطس 1905 في ليبرتي في الولايات المتحدة. نشط حزبياً في الحزب الديمقراطي. وقد انتخب عضو مجلس النواب الأمريكي ‏.